# Цигаль Віктор Юхимович
Ві́ктор Юхи́мович Цига́ль (рос. Виктор Ефимович Цигаль; * 21 травня 1916, Одеса — † березень 2005, Москва) — російський графік, живописець, скульптор, художник декоративно-прикладного мистецтва. Народний художник Росії. Лауреат Державної премії РРФСР імені Іллі Рєпіна. Академік Російської академії мистецтв.

## Життєпис
Віктор Цигаль народився 21 травня 1916 року в Одесі. Батько Юхим Давидович Цигаль (1883—1948) — інженер-будівельник електростанцій. Мати Адель Йосипівна (1890—1936). Молодший на рік брат Володимир згодом став скульптором. 1930 року сім'я Цигалів переїхала в Москву.
1938 року вступив до Московського художнього інституту імені Сурікова. 1943 року покинув інститут, який було евакуйовано в Самарканд. Був зарахований стрільцем-мотоциклістом в 10-й гвардійський Уральський добровольчий танковий корпус. Пройшов війну солдатом, був художником політвідділу корпусу, брав участь у Курській битві, дійшов до Польщі та Берліна.
У березні 1944 року як фронтовий художник прибув у Кам'янець-Подільський з воїнами Уральського танкового добровольчого корпусу, зробив чимало замальовок міста .
Після демобілізації Віктор Цигаль повернувся в інститут і 1946 року закінчив його. Дипломною роботою Віктора стали ілюстрації до оповідання «Біле Ікло» Джека Лондона.
1947 року Віктора Цигаля прийняли до Московської спілки художників. Він став працювати професійним художником.

## Сім'я
- Дружина Шагінян Мірель Яківна (1918) — художниця, донька письменниці Марієтти Шагінян і перекладача Якова Шагіняна.
- Донька Олена Вікторівна Шагінян (1941) — кандидат біологічних наук.
- Син Сергій Вікторович Цигаль (1949) — графік, чоловік акторки Любові Поліщук.

## Нагороди
Віктора Цигаля нагороджено:
- орденом Червоної Зірки,
- орденом Вітчизняної війни другого ступеня,
- орденом Трудового Червоного Прапора,
- багатьма медалями.